# Лессак (Аверон)
Лесса́к (фр. Laissac) — колишній муніципалітет у Франції, у регіоні Окситанія, департамент Аверон. Населення — 1605 осіб (2011).
Муніципалітет був розташований на відстані близько 500 км на південь від Парижа, 140 км на північний схід від Тулузи, 21 км на схід від Родеза.

## Історія
До 2015 року муніципалітет перебував у складі регіону Південь-Піренеї. Від 1 січня 2016 року належав до нового об'єднаного регіону Окситанія.
1 січня 2016 року Лессак і Северак-л'Егліз було об'єднано в новий муніципалітет Лессак-Северак-л'Егліз.

## Демографія
Динаміка населення (INSEE ):
Розподіл населення за віком та статтю (2006):
| Стать | Всього | До 15 років | 15-24 | 25-44 | 45-64 | 65-85 | Понад 85 |
| --- | ------ | ----------- | ----- | ----- | ----- | ----- | -------- |
| Чоловіки | 768    | 116         | 88    | 248   | 184   | 120   | 12       |
| Жінки | 760    | 120         | 72    | 200   | 192   | 160   | 16       |
| \| Статево-вікова піраміда \| Статево-вікова піраміда \| Статево-вікова піраміда \| \| ----------------------- \| ----------------------- \| ----------------------- \| \| Чоловіки \| Вік \| Жінки \| \| 12 \| 85 + \| 16 \| \| 44 \| 80-84 \| 32 \| \| 20 \| 75-79 \| 56 \| \| 28 \| 70-74 \| 60 \| \| 28 \| 65-69 \| 12 \| \| 40 \| 60-64 \| 60 \| \| 52 \| 55-59 \| 56 \| \| 36 \| 50-54 \| 32 \| \| 56 \| 45-49 \| 44 \| \| 68 \| 40-44 \| 56 \| \| 48 \| 35-39 \| 48 \| \| 64 \| 30-34 \| 48 \| \| 68 \| 25-29 \| 48 \| \| 36 \| 20-24 \| 20 \| \| 52 \| 15-20 \| 52 \| \| 24 \| 10-14 \| 16 \| \| 36 \| 5-9 \| 32 \| \| 56 \| 0-4 \| 72 \| |        |             |       |       |       |       |          |
| Статево-вікова піраміда |        |             |       |       |       |       |          |
| Чоловіки | Вік    | Жінки       |       |       |       |       |          |
| 12 | 85 +   | 16          |       |       |       |       |          |
| 44 | 80-84  | 32          |       |       |       |       |          |
| 20 | 75-79  | 56          |       |       |       |       |          |
| 28 | 70-74  | 60          |       |       |       |       |          |
| 28 | 65-69  | 12          |       |       |       |       |          |
| 40 | 60-64  | 60          |       |       |       |       |          |
| 52 | 55-59  | 56          |       |       |       |       |          |
| 36 | 50-54  | 32          |       |       |       |       |          |
| 56 | 45-49  | 44          |       |       |       |       |          |
| 68 | 40-44  | 56          |       |       |       |       |          |
| 48 | 35-39  | 48          |       |       |       |       |          |
| 64 | 30-34  | 48          |       |       |       |       |          |
| 68 | 25-29  | 48          |       |       |       |       |          |
| 36 | 20-24  | 20          |       |       |       |       |          |
| 52 | 15-20  | 52          |       |       |       |       |          |
| 24 | 10-14  | 16          |       |       |       |       |          |
| 36 | 5-9    | 32          |       |       |       |       |          |
| 56 | 0-4    | 72          |       |       |       |       |          |

## Економіка
2010 року серед 921 особи працездатного віку (15—64 років) 702 були активними, 219 — неактивними (показник активності 76,2%, у 1999 році було 69,7%). З 702 активних мешканців працювало 648 осіб (341 чоловік та 307 жінок), безробітними було 54 (26 чоловіків та 28 жінок). Серед 219 неактивних 56 осіб було учнями чи студентами, 94 — пенсіонерами, 69 були неактивними з інших причин.

У 2010 році у муніципалітеті числилось 746 оподаткованих домогосподарств, у яких проживали 1622,5 особи, медіана доходів виносила 17 073 євро на одного особоспоживача.